# Wendie Renard
Wendie Thérèse Renard (Schoelcher, Martinica; 20 de julio de 1990) es una futbolista francesa nacida en Martinica. Juega como defensa en el Olympique de Lyon de la Première Ligue de Francia. Es internacional con la selección francesa de la cual es capitana.

## Biografía

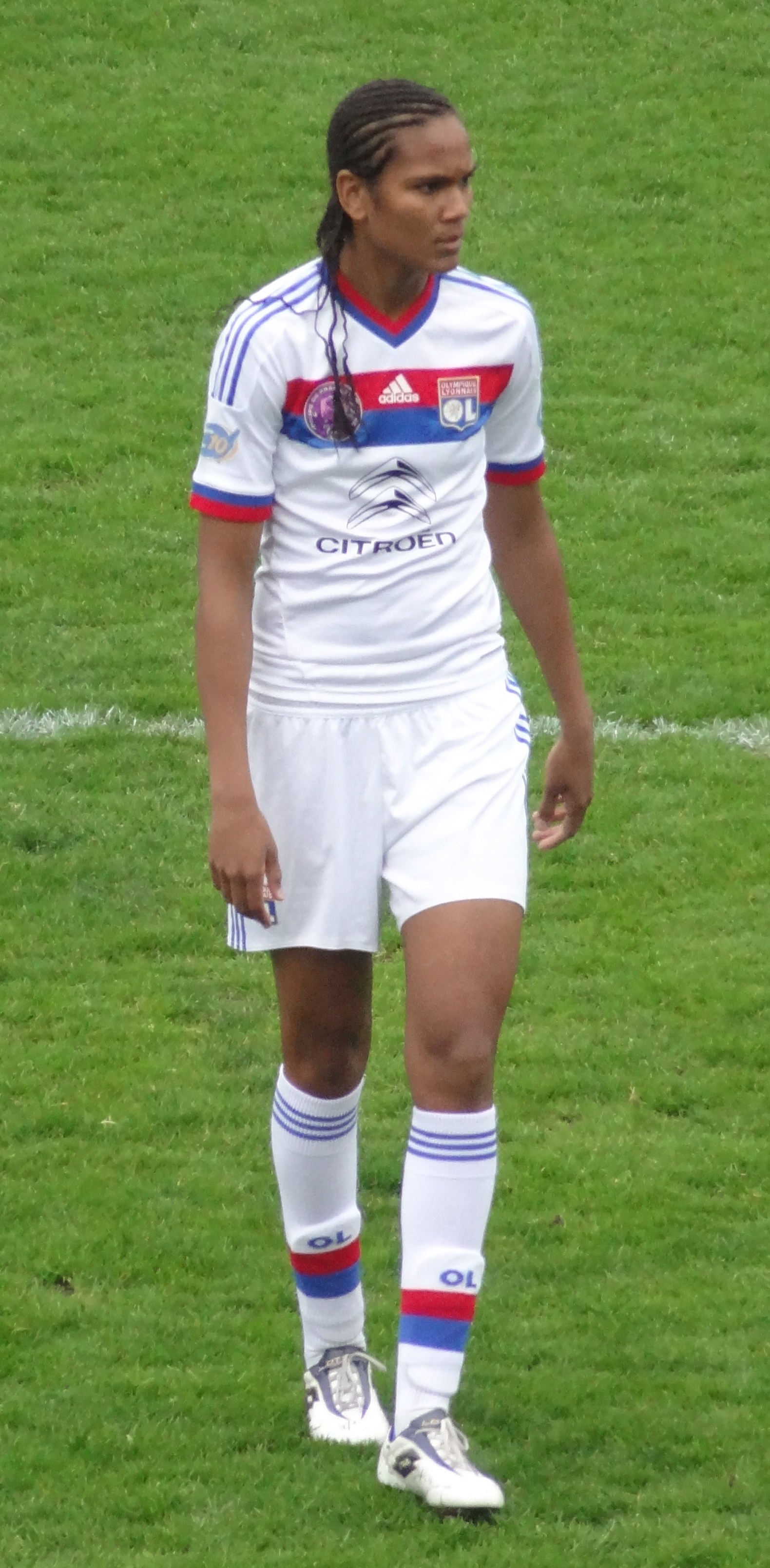
Wendie Renard jugando para el Olympique Lyonnais

Wendie Renard comenzó a jugar al fútbol a los siete años en el equipo masculino del club Essor Préchotin (Martinica). En agosto de 1998, cuando tenía 8 años, su padre, quien era muy cercano a la joven futbolista, murió de un cáncer de pulmón. A los 15 años, integra el polo de ultra-mar del liceo de la comuna martiniqueña François y finalmente juega los fines de semana con el equipo Rapid Club de Lorrain.
Sus cualidades físicas y técnicas fueron reconocidas por la asesora técnica regional de la liga martiniqueña, Jocelyn Germé, y la futbolista se anota para al examen de ingreso al centro nacional de formación y entrenamiento de Clairefontaine. Pese al fracaso de las pruebas, Farid Bentisti, entrenador del equipo Olympique Lyonnais notó sus habilidades y se incorporó al centro de entrenamiento de Lyon. Se incorporó al grupo profesional en julio del 2007 y en octubre fue seleccionada para la selección francesa sub-19 por Stéphane Pillard para dos partidos amistosos contra Inglaterra.
Wendie Renard luego compite con la selección francesa en el Campeonato Europeo Femenino Sub-19 de la UEFA de 2008 y luego en la Copa del Mundo Sub-20 en Chile, donde Francia termina cuarta. Se convierte en una de las piezas centrales del Olympique Lyonnais.
En marzo de 2011, es convocada por Bruno Bini para jugar por primera vez en la selección durante el torneo de Chipre. Juega su primer partido con la camiseta francesa contra Suiza (victoria 2-0). Al final de la temporada, durante la UEFA Champions League, marcó el primer gol de Lyon contra el 1. FFC Turbine Potsdam(2-0). Al año siguiente, logró obtener junto a compañeras del Lyon tres importantes títulos ganando el Campeonato de Francia, la Copa de Francia y la Liga de Campeonas. Seleccionada por Bruno Bini, compite en los Juegos Olímpicos de 2012.
En abril de 2015, fue seleccionada por Philippe Bergeroo para participar en la Copa Mundial Femenina 2015 en Canadá. Como capitana, y junto a Laura Georges forman una sólida bisagra central que permite a Francia conceder tan solo tres goles durante toda la competición. Finalmente fracasa con sus compañeras de equipo en los cuartos de final, derrotada por Alemania (1-1, penaltis: 6-5). Sin embargo, fue elegida como parte del Juego del once ideal.
En agosto de 2016, fue la capitana de la selección de Francia que alcanzó los cuartos de final de los Juegos Olímpicos, eliminada por Canadá.
En 2018, fue nominada al premio "The Best" de FIFA y seleccionada entre las quince candidatas al primer Balón de Oro femenino (ocupará el puesto 7).
El 2 de mayo de 2019, fue convocada entre las 23 para competir en el Mundial 2019.
El 7 de junio de 2019, durante el partido inaugural de la Copa del Mundo de 2019, marcó dos goles contra Corea del Sur y fue nombrada "jugadora del partido" (marcador final 4-0).

## Clubes
| Club              | País    | Año    |
| ----------------- | ------- | ------ |
| Olympique de Lyon | Francia | 2006 - |

## Palmarés

### Campeonatos nacionales
| Título               | Club              | País    | Año     |
| -------------------- | ----------------- | ------- | ------- |
| Division 1           | Olympique de Lyon | Francia | 2006-07 |
| Division 1           | Olympique de Lyon | Francia | 2007-08 |
| Copa de Francia      | Olympique de Lyon | Francia | 2007-08 |
| Division 1           | Olympique de Lyon | Francia | 2008-09 |
| Division 1           | Olympique de Lyon | Francia | 2009-10 |
| Division 1           | Olympique de Lyon | Francia | 2010-11 |
| Division 1           | Olympique de Lyon | Francia | 2011-12 |
| Copa de Francia      | Olympique de Lyon | Francia | 2011-12 |
| Division 1           | Olympique de Lyon | Francia | 2012-13 |
| Copa de Francia      | Olympique de Lyon | Francia | 2012-13 |
| Division 1           | Olympique de Lyon | Francia | 2013-14 |
| Copa de Francia      | Olympique de Lyon | Francia | 2013-14 |
| Division 1           | Olympique de Lyon | Francia | 2014-15 |
| Copa de Francia      | Olympique de Lyon | Francia | 2014-15 |
| Division 1           | Olympique de Lyon | Francia | 2015-16 |
| Copa de Francia      | Olympique de Lyon | Francia | 2015-16 |
| Division 1           | Olympique de Lyon | Francia | 2016-17 |
| Copa de Francia      | Olympique de Lyon | Francia | 2016-17 |
| Division 1           | Olympique de Lyon | Francia | 2017-18 |
| Division 1           | Olympique de Lyon | Francia | 2018-19 |
| Copa de Francia      | Olympique de Lyon | Francia | 2018-19 |
| Supercopa de Francia | Olympique de Lyon | Francia | 2019    |
| Division 1           | Olympique de Lyon | Francia | 2019-20 |
| Copa de Francia      | Olympique de Lyon | Francia | 2019-20 |

### Campeonatos internacionales
| Título                       | Equipo               | Sede           | Año     |
| ---------------------------- | -------------------- | -------------- | ------- |
| Liga de Campeonas            | Olympique de Lyon    | Inglaterra     | 2010-11 |
| Copa de Chipre               | Selección de Francia | Chipre         | 2012    |
| Liga de Campeonas            | Olympique de Lyon    | Alemania       | 2011-12 |
| Copa Internacional de Clubes | Olympique de Lyon    | Japón          | 2012    |
| Copa de Chipre               | Selección de Francia | Chipre         | 2014    |
| Copa Valais                  | Olympique de Lyon    | Suiza          | 2014    |
| Liga de Campeonas            | Olympique de Lyon    | Italia         | 2015-16 |
| Copa SheBelieves             | Selección de Francia | Estados Unidos | 2017    |
| Liga de Campeonas            | Olympique de Lyon    | Gales          | 2016-17 |
| Liga de Campeonas            | Olympique de Lyon    | Ucrania        | 2017-18 |
| Liga de Campeonas            | Olympique de Lyon    | Hungría        | 2018-19 |
| Liga de Campeonas            | Olympique de Lyon    | España         | 2019-20 |
| Liga de Campeonas            | Olympique de Lyon    | Italia         | 2021-22 |

### Distinciones individuales
| Distinción                       | Evento                          | Año     |
| -------------------------------- | ------------------------------- | ------- |
| Mejor Once                       | Eurocopa Femenina               | 2013    |
| All-Star Team de la Copa Mundial | Copa Mundial Femenina de Fútbol | 2015    |
| Dream Team de la Copa Mundial    | Copa Mundial Femenina de Fútbol | 2015    |
| Mejor Once del Mundo             | FIFPro                          | 2015    |
| Mejor Once del Mundo             | FIFPro                          | 2016    |
| Mejor Once del Mundo             | FIFPro                          | 2017    |
| Equipo Femenino del Mundo        | IFFHS                           | 2017    |
| Equipo Femenino del Mundo        | IFFHS                           | 2018    |
| Equipo Femenino del Mundo        | IFFHS                           | 2019    |
| Mejor Once del Mundo             | FIFPro                          | 2019    |
| Defensora de la Temporada        | Premios del Año de la UEFA      | 2019-20 |
| Equipo Femenino del Mundo        | IFFHS                           | 2020    |
| Mejor Once del Mundo             | FIFPro                          | 2020    |